# Carmelo Micciche
Pour les articles homonymes, voir Micciche.
Carmelo Micciche (prononcé : [karmelo mittʃike] en italien), né le 16 août 1963 à Uckange en France, est un footballeur international français devenu entraîneur. Il occupait le poste d'attaquant (ailier ou avant-centre).

## Biographie
D'origine italienne, Carmelo Micciche est né à Uckange en France. Ses parents sont originaires de San Michele di Ganzaria en Sicile et se sont installés en Lorraine dans les années 1960.
Formé au FC Metz, où il joue son premier match en équipe première pendant la saison 1980-1981, il est ensuite prêté à l'AS Sarreguemines (D 3) puis au Thionville FC (D 2). De retour à Metz, il se distingue en championnat comme en Coupe d'Europe. Ses bonnes performances en club, notamment lors de la saison 1986-1987, sont récompensées par deux sélections en équipe de France. Ses débuts sont prometteurs : pour sa première sélection, contre l'Islande le 29 avril 1987 au Parc des Princes, il inscrit le premier but, Yannick Stopyra assurant la victoire en fin de match. Cette rencontre reste dans les annales comme étant le dernier match de Michel Platini en équipe de France. En octobre 1987, Micciche se blesse gravement au genou, ce qui l'éloigne plusieurs mois des terrains. En 1988, il remporte avec le club messin la Coupe de France, mais peine à retrouver le niveau qui était le sien, et ne sera plus convoqué sous le maillot tricolore.
Transféré à Marseille en 1989, Carmelo Micciche ne parvient pas à s'imposer. Il joue seulement quatre matchs de championnat avec le club phocéen en quelques mois avant de retourner au FC Metz - il est néanmoins considéré comme champion de France pour avoir disputé ces quelques matchs avec l'Olympique de Marseille. Il poursuit ensuite sa carrière à l'AS Cannes puis à l'AS Nancy-Lorraine. En 1992, il rejoint Petah Tikva, un club de D1 israélienne, où il restera plusieurs années, et termine sa carrière professionnelle au Racing Rodange, au Luxembourg, en 1996-1997.
De retour en France, il devient entraîneur-joueur durant plusieurs saisons à l'US Forbach (CFA et National). À 41 ans, il continue de jouer, avec une licence amateur, au FC Bleid en D4 belge avec une autre ancienne gloire de l'AS Nancy-Lorraine et du FC Metz, David Zitelli.
Après deux années d'inactivité, pour se consacrer à sa famille, Marco Morgante, entraîneur-joueur de l'AS Florange (club de DHR), lui propose de signer une licence à la trêve de la saison 2006-2007 pour aider le club et son entraîneur, alors relégable à la trêve, de remonter au classement. Carmelo Micciche ressort les chaussures de son armoire et à 43 ans marque 9 buts et deux passes décisives, devenant le meilleur buteur de l'équipe. Il signe un nouveau contrat saison 2008-2009 comme entraineur/joueur avec l'AS Talange. En janvier 2012, Carmelo signe une licence en Promotion Honneur de la Ligue Lorraine pour l'ESAP Metz, un club situé dans la banlieue messine à Borny. Pendant la saison 2012-2013, il évolue toujours au club dans la section vétérans. Depuis la saison 2013-2014, il entraîne l'équipe féminine du club avec une victoire en coupe de Moselle.

## Carrière
Joueur
- 1980-1983 :  FC Metz
- 1983 :  Stade quimpérois
- 1984 :  Sarreguemines 93
- 1984 :  Thionville FC
- 1984-1989 :  FC Metz
- 1989 :  Olympique de Marseille
- 1989-1990 :  FC Metz
- 1990-1991 :  AS Cannes
- 1991-1993 :  AS Nancy-Lorraine
- 1993-1996 :  Hapoël Petah-Tikvah
- 1996-1997 :  Racing Rodange
- 2006-2008 :  AS Florange
- 2011-2012 :  ESAP Metz
- 2012-2014 :  ESAP Metz Vétérans

Entraîneur-joueur
- 1997-2004 :  US Forbach
- 2004-2006 :  FC Bleid
- 2008-2009 :  AS Talange

Entraîneur
- 2013- :  ESAP Metz Féminines

## Palmarès
FC Metz
- Vainqueur de la Coupe de France en 1987-1988

Olympique de Marseille 
- Champion de France du championnat de D1 en 1988-1989

Équipe de France
- International français : 2 sélections, 1 but d'une passe décisive de Michel Platini

## Statistiques

### Matchs internationaux
| # | Date          | Lieu                            | Adversaire | Résultat | Compétition                  | Notes                                                     |
| - | ------------- | ------------------------------- | ---------- | -------- | ---------------------------- | --------------------------------------------------------- |
| 1 | 29 avril 1987 | Parc des Princes, Paris, France | Islande    | V 2 - 0  | Éliminatoires de l'Euro 1988 | Titulaire et buteur.                                      |
| 2 | 16 juin 1987  | Ullevaal Stadion, Oslo, Norvège | Norvège    | D 0 - 2  | Éliminatoires de l'Euro 1988 | Titulaire, remplacé par Philippe Fargeon à la 75e minute. |

### Buts internationaux
| #   | Date          | Lieu                            | Adversaire | Résultat | Compétition                  | Détail | Détail        | Détail | Sél. |
| --- | ------------- | ------------------------------- | ---------- | -------- | ---------------------------- | ------ | ------------- | ------ | ---- |
| 1er | 29 avril 1987 | Parc des Princes, Paris, France | Islande    | V 2 - 0  | Éliminatoires de l'Euro 1988 | 37e    | du pied droit | 1-0    | 1re  |